# Telstar in het seizoen 1965/66
Het seizoen 1965/1966 was het derde jaar in het bestaan van de Velsense betaaldvoetbalclub Telstar. De club kwam uit in de Eredivisie en eindigde daarin op de 13e plaats. Tevens deed de club mee aan het toernooi om de KNVB Beker, hierin werd in de kwartfinale verloren van PSV (1–6).

## Wedstrijdstatistieken

### Eredivisie
|       | ADO   | Ajax  | DOS   | DWS   | Elinkwijk | Feijenoord | Fortuna '54 | Go Ahead | GVAV  | Heracles | MVV   | PSV   | Sparta | FC Twente '65 | Willem II |
| ----- | ----- | ----- | ----- | ----- | --------- | ---------- | ----------- | -------- | ----- | -------- | ----- | ----- | ------ | ------------- | --------- |
| Thuis | 2 – 2 | 1 – 2 | 1 – 0 | 2 – 2 | 3 – 1     | 0 – 2      | 3 – 0       | 0 – 1    | 2 – 0 | 0 – 2    | 3 – 1 | 3 – 1 | 0 – 0  | 1 – 0         | 1 – 3     |
| Uit   | 4 – 2 | 6 – 2 | 2 – 0 | 2 – 0 | 3 – 3     | 2 – 1      | 2 – 1       | 2 – 1    | 4 – 2 | 1 – 1    | 0 – 1 | 3 – 1 | 1 – 0  | 1 – 1         | 2 – 1     |

### KNVB Beker
| Groepsfase                                        | RCH                                                                                                  | 0 – 3 (0 – 0) | Telstar                             |
| 19 september 1965 Plaats: Heemstede Sportparklaan | |               | Ger Clement Rob de Vries Hans Galis |
| Groepsfase                                        | Telstar                                                                                              | 1 – 0 (1 – 0) | Volendam                            |
| 7 november 1965 Plaats: Velsen Schoonenberg       | Fred Dikstaal 30'                                                                                    |               |                                     |
| Groepsfase                                        | Telstar                                                                                              | 0 – 0         | Alkmaar '54                         |
| 2 januari 1966 Plaats: Velsen Schoonenberg        | |               |                                     |
| 2e ronde                                          | Telstar                                                                                              | 2 – 0 (2 – 0) | MVV                                 |
| 10 maart 1966 Plaats: Velsen Schoonenberg         | Carlos Wisnesky 10' Ruud Geels 16'                                                                   |               |                                     |
| Kwartfinale                                       | PSV                                                                                                  | 6 – 1 (2 – 1) | Telstar                             |
| 21 april 1966 Plaats: Eindhoven Philips Stadion   | Gerard Hoenen 38', 40' Willy van der Kuijlen 53', 62' Daan Schrijvers 56' (pen.) Fons van Wissen 90' |               | 20' Fred André                      |

## Statistieken Telstar 1965/1966

### Eindstand Telstar in de Nederlandse Eredivisie 1965 / 1966
| Stand | Gespeeld | Gewonnen | Gelijk | Verloren | Punten | Doelpunten voor | Doelpunten tegen |
| ----- | -------- | -------- | ------ | -------- | ------ | --------------- | ---------------- |
| 13e   | 30       | 8        | 6      | 16       | 22     | 39              | 52               |

### Topscorers
| #      | Naam              | Goal |
| ------ | ----------------- | ---- |
| 1.     | Carlos            | 8    |
| 1.     | Ger Clement       | 8    |
| 3.     | Fred André        | 5    |
| 3.     | Ruud Geels        | 5    |
| 3.     | Piet van der Kuil | 5    |
| 6.     | Rob de Vries      | 2    |
| 7.     | Gerrie Althoff    | 1    |
| 7.     | Ko Bakker         | 1    |
| 7.     | Cor Brom          | 1    |
| 7.     | Fred Dikstaal     | 1    |
| 7.     | Tjeerd Kort       | 1    |
| 7.     | Bert van Wooning  | 1    |
| Totaal | Totaal            | 39   |

| #      | Naam          | Goal |
| ------ | ------------- | ---- |
| 1.     | Fred André    | 1    |
| 1.     | Carlos        | 1    |
| 1.     | Ger Clement   | 1    |
| 1.     | Fred Dikstaal | 1    |
| 1.     | Hans Galis    | 1    |
| 1.     | Ruud Geels    | 1    |
| 1.     | Rob de Vries  | 1    |
| Totaal | Totaal        | 7    |

## Voetnoten
ADO ·
Ajax ·
DOS ·
DWS ·
Elinkwijk ·
Feijenoord ·
Fortuna '54 ·
Go Ahead ·
GVAV ·
Heracles ·
MVV ·
PSV ·
Sparta ·
Telstar ·
FC Twente '65 ·
Willem II